# Rue de la Porte (Brest)
La rue de la Porte est l'une des plus anciennes voies de la ville de Brest, située sur la rive droite, dans le quartier de Recouvrance. Artère principale de ce quartier historique, elle doit son nom à la porte du Conquet, intégrée à l’enceinte fortifiée de Brest.

## Historique
La rue de la Porte apparaît en 1692, à l'achèvement des remparts édifiés sous la direction de Vauban. Elle permettait l'accès à la Porte du Conquet, principale sortie de la ville vers l’ouest depuis la rive droite.
À l'origine, deux voies nommées « rue Haute » et « rue Basse » qui passent dans un vallon où un ruisseau alimente un abreuvoir avant de dévaler jusqu'à la Penfeld. Passant sous le village d'Armorique, les deux rues desservent le haut du bourg de Recouvrance. Ces deux segments furent nivelés sur ordre du Marquis de Nointel, intendant de Bretagne, pour ne former qu'une seule voie : la rue de la Porte. Celle-ci s'étendait jusqu’à l’angle de la rue de la Voûte, à l’emplacement d’anciens abreuvoirs. En 1698, la construction d'une voûte permet de franchir la rue de l’Abreuvoir, six mètres en contrebas. L'ingénieur Robelin fait le projet, en 1728, d'améliorer la liaison vers le port qui se fait par des rues étroites et tortueuse que sont les rue de la fontaine et rue neuve.

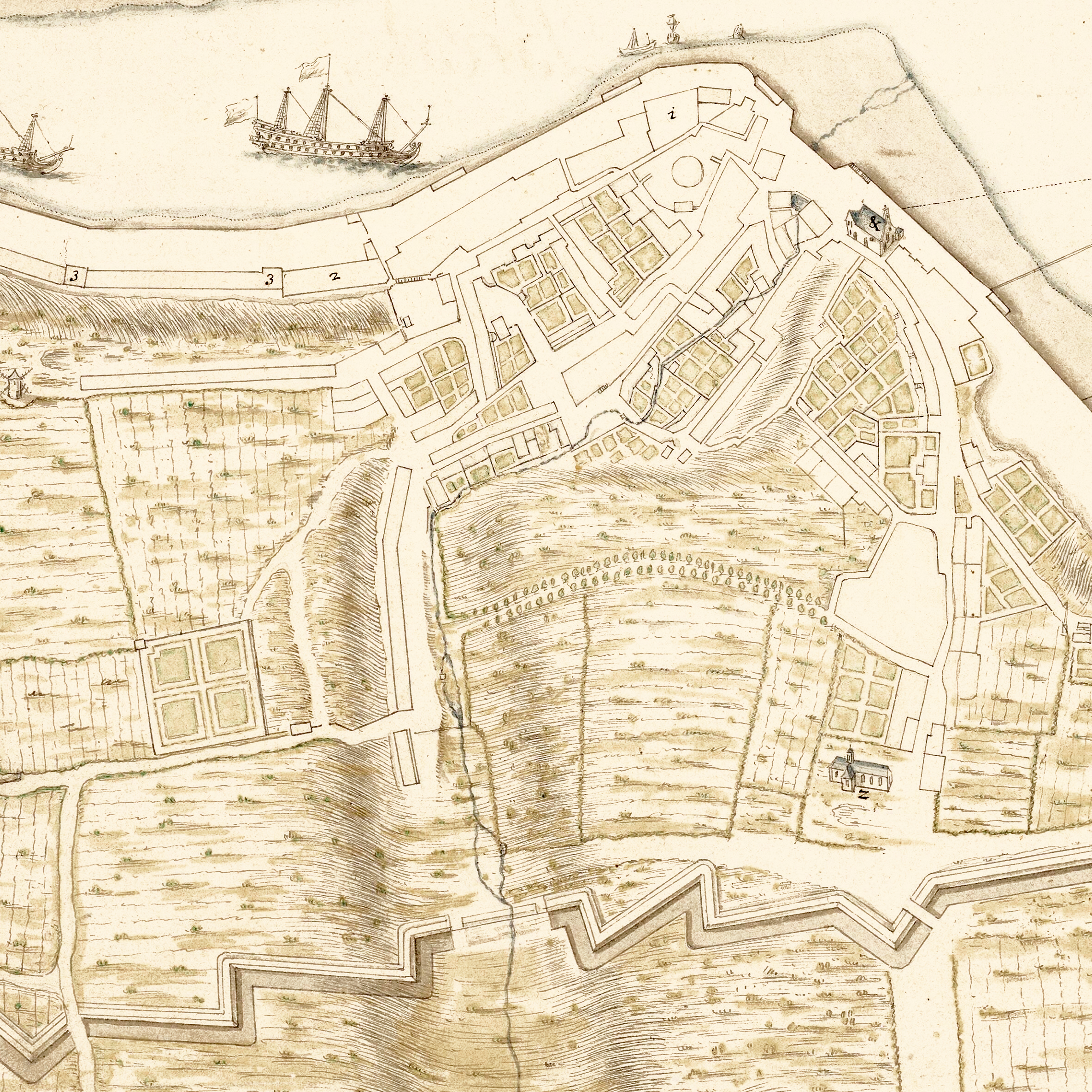
Plan général, 1680.
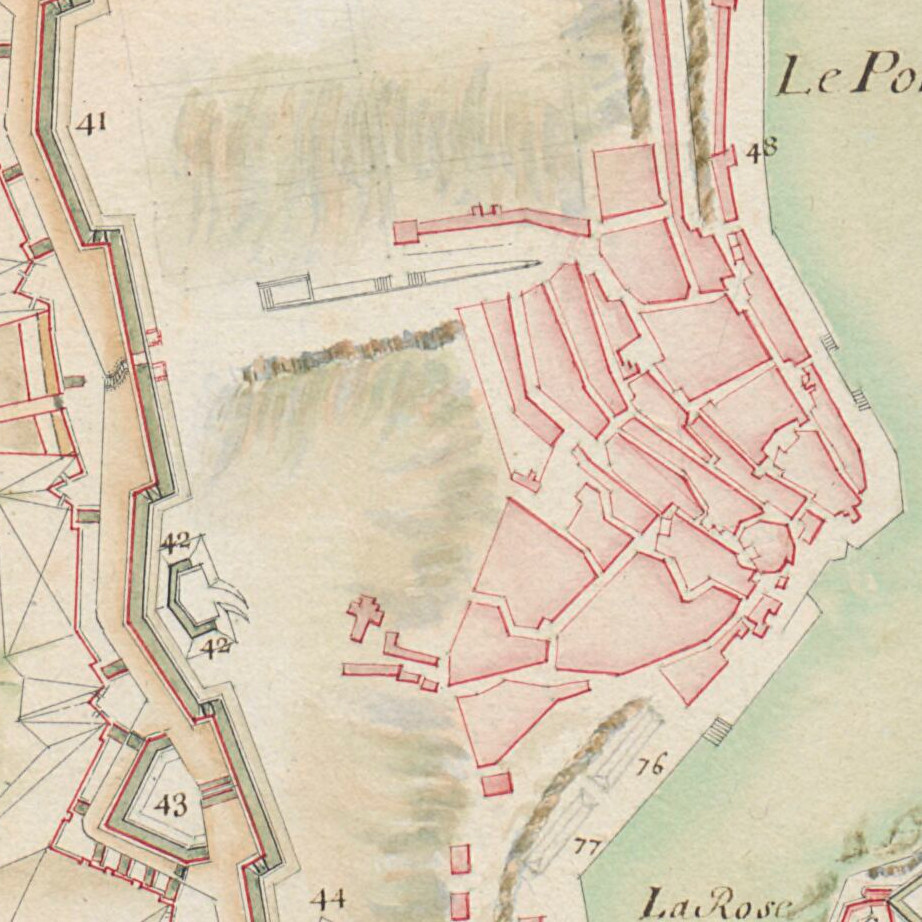
Plans des places du Royaume, 1693.
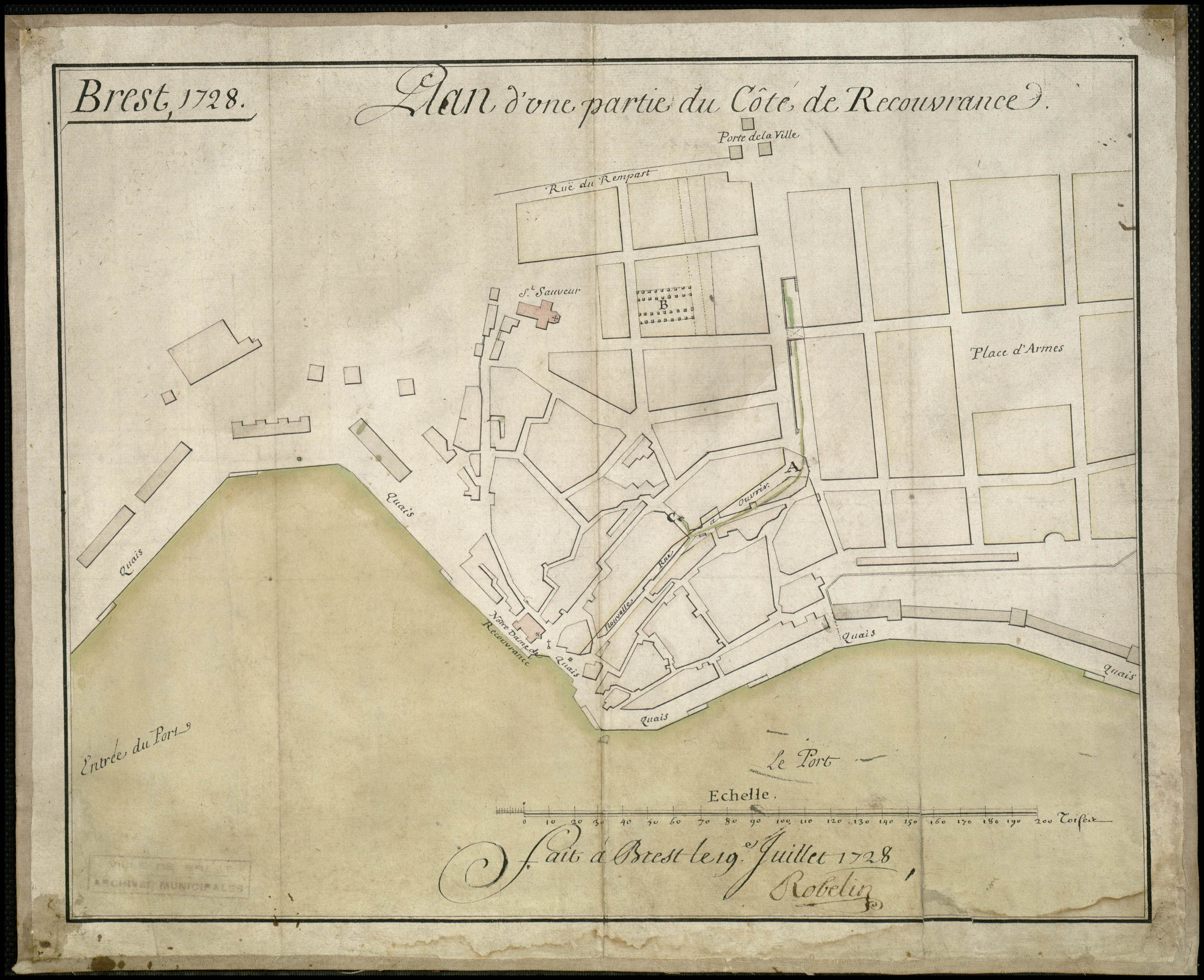
Plan Robelin, 1728.

### Évolutions
Des échoppes adossées à la rue de la Porte furent établies en 1778 le long de la rue de l’Abreuvoir, principalement destinées à la vente de viande. Ces commerces, pour la plupart en bois, contribuèrent à l’animation du quartier. En 1892, une partie de ces boutiques disparaitront lors du comblement de la rue de la Voûte pour permettre la construction des halles de Recouvrance.

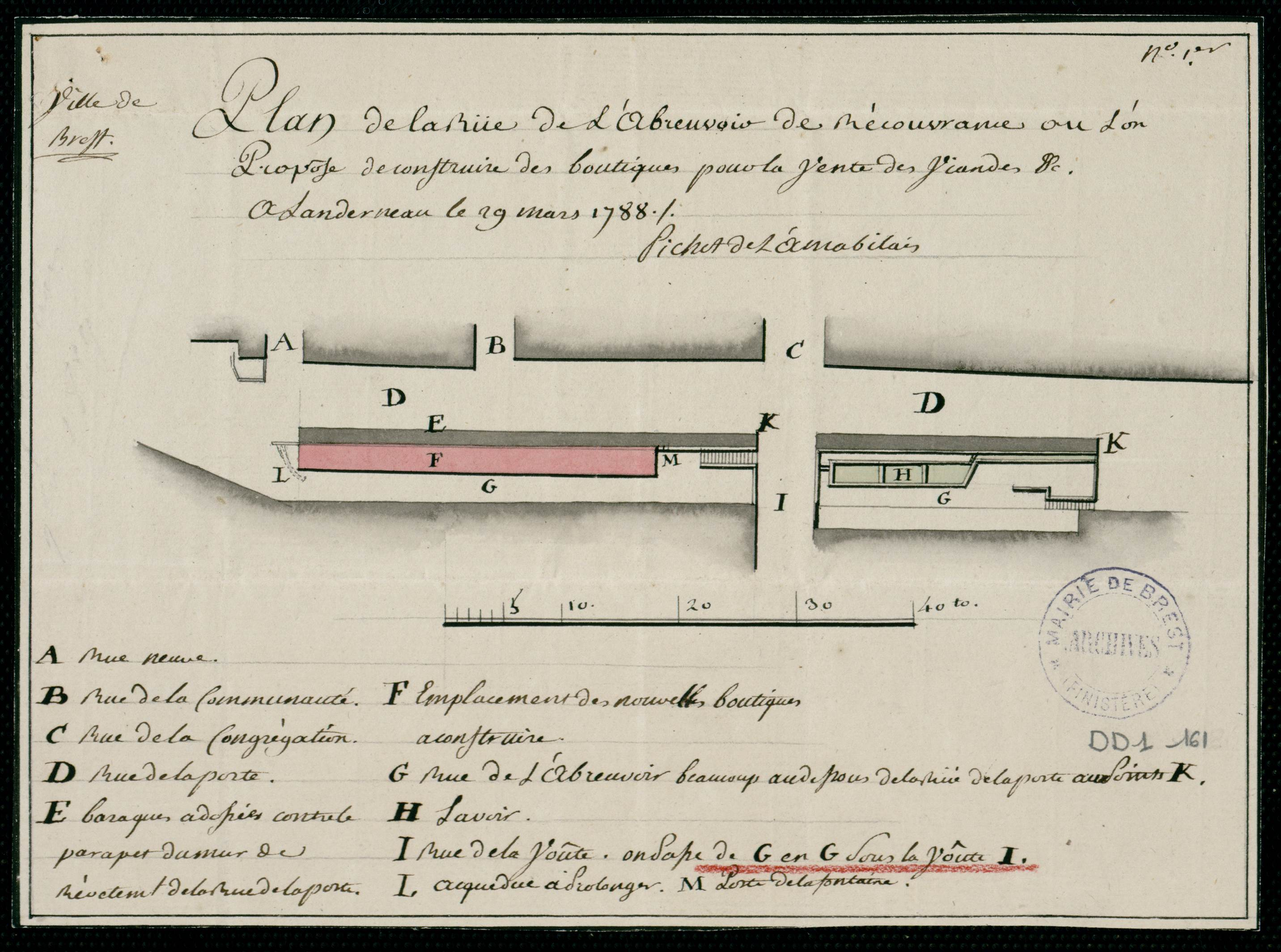
Plan des boutiques.
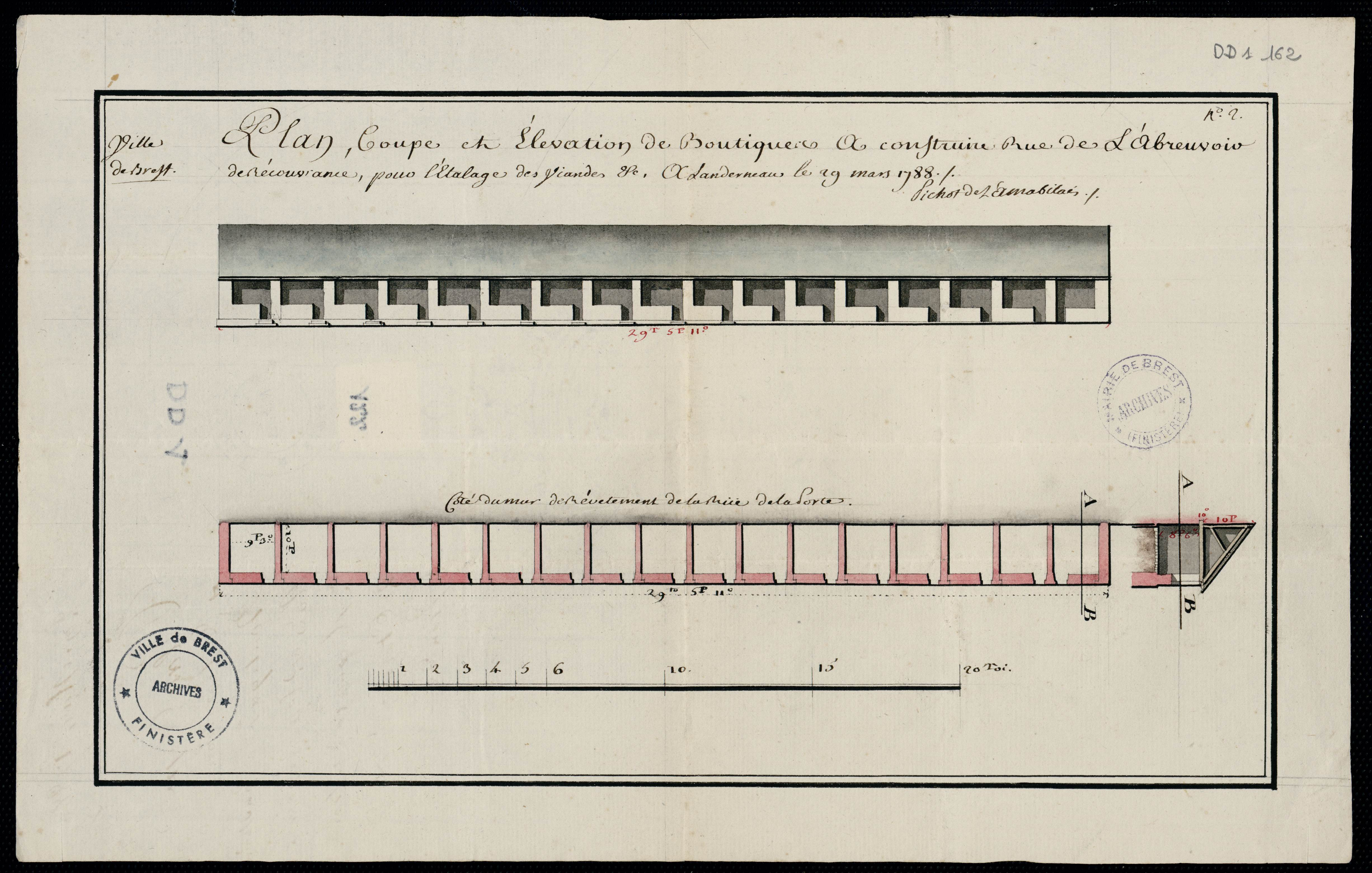
Élévation.
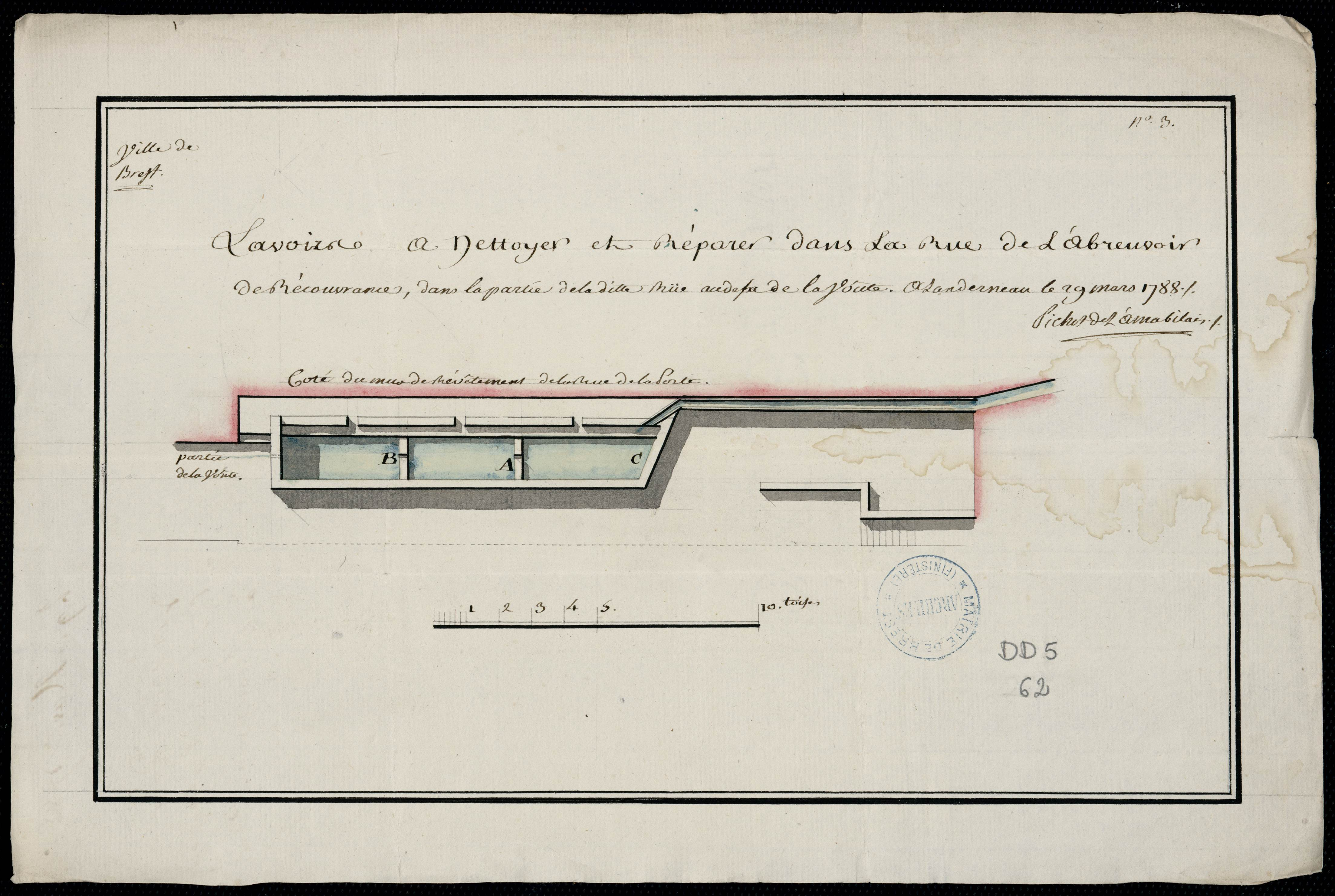
Lavoir.

Elle prend l’apparence d’un boulevard, avec des trottoirs en granit rose de l’Aber Ildut, ainsi qu’une double rangée de marronniers séparant la chaussée du marché, la rue Lapérouse, sorte de contre-allée. L’animation due au marché et au passage fréquent des militaires, qui empruntaient cette voie pour rejoindre la porte du Conquet lors des manœuvres, fit de cette rue l’une des plus photographiées de Brest au début du XXe siècle, comme en témoignent de nombreuses cartes postales.

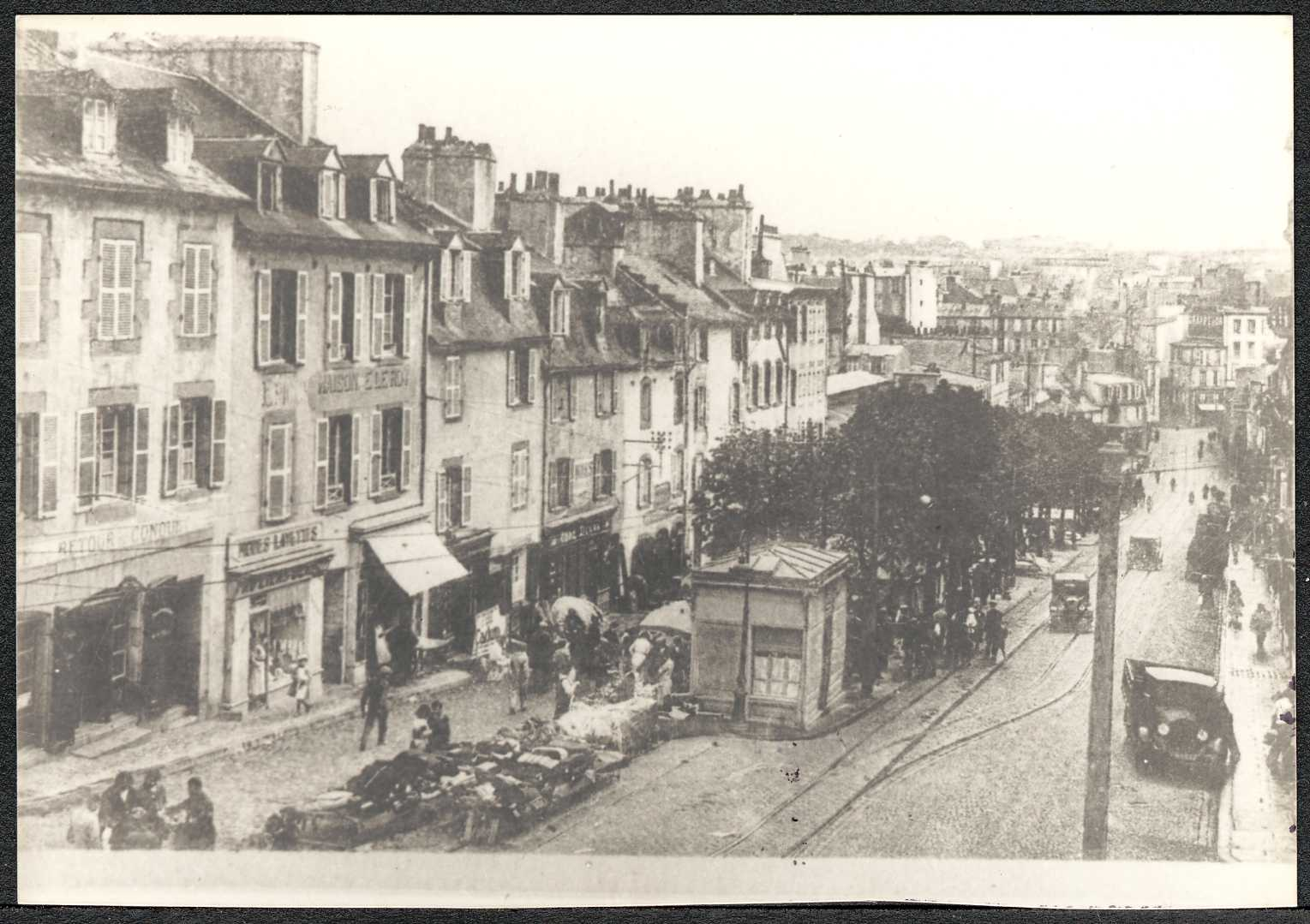
Rue de la Porte et rue Lapérouse.
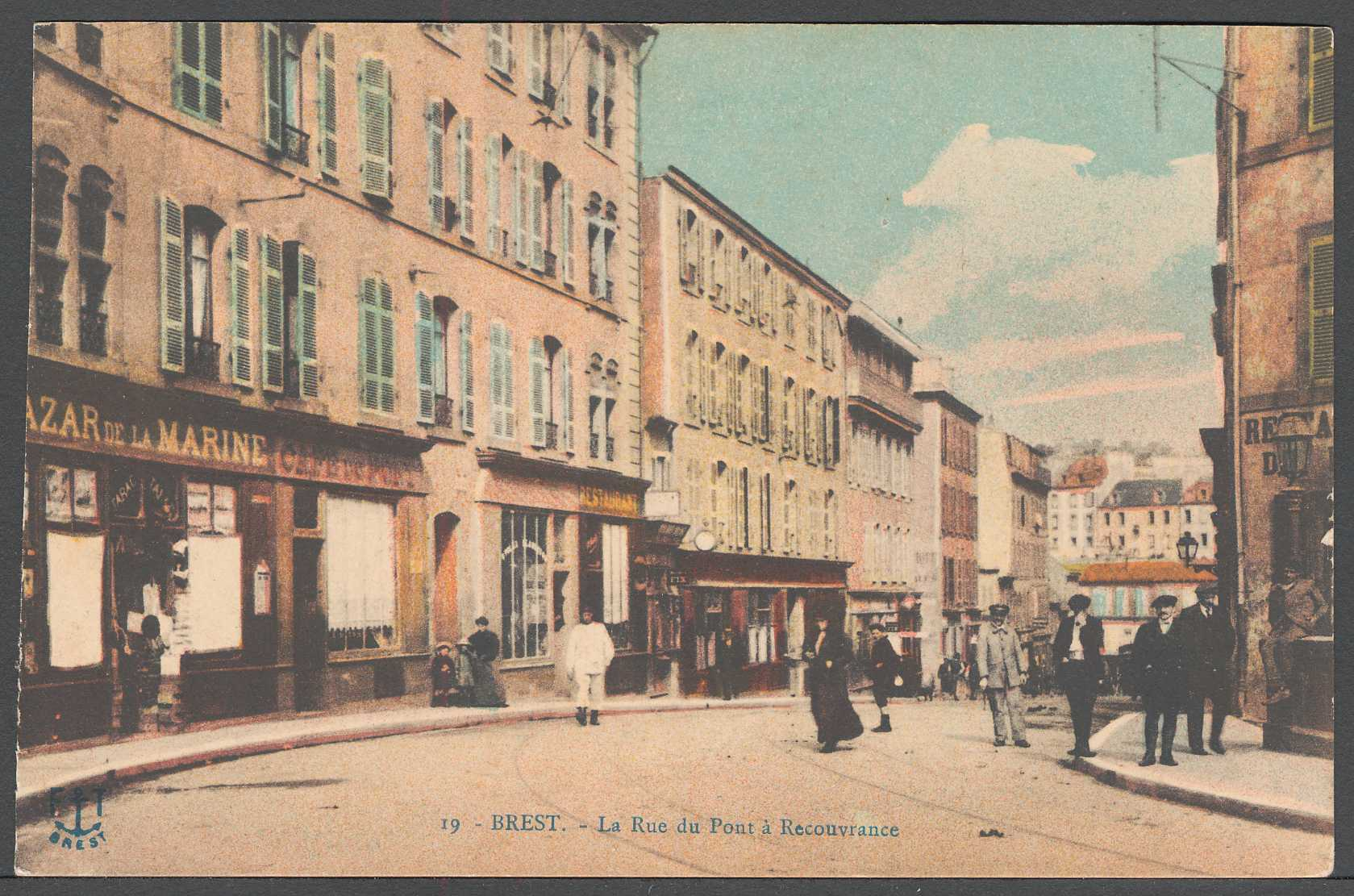
Rue du Pont.
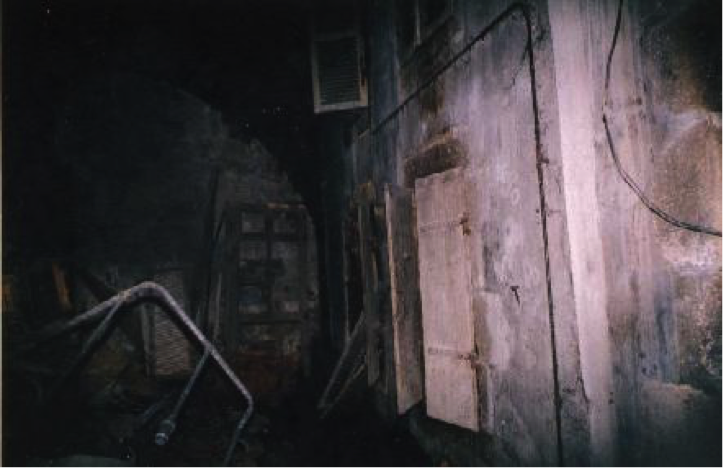
Rue Lapérouse.

### Guerre et reconstruction
Durant la Seconde Guerre mondiale, le secteur subit d'importantes destructions. La Organisation Todt démolit notamment les baraquements de la rue Lapérouse. À la suite de ces bouleversements, le Conseil municipal de Brest décide, lors de la séance du 13 février 1956, d’unifier les dénominations de la RN 789, qui portait trois noms différents : rue du Pont, rue de la Porte et rue Lapérouse. Le nom de rue de la Porte est retenu pour l’ensemble du tronçon entre le nouveau pont de Recouvrance et le Prat-Lédan,.

### Aujourd’hui
En 1987, l’abandon du projet d’un nouveau pont à Recouvrance entraîna des travaux de réaménagement au bas de la rue. Le sculpteur Van Thienen installe une œuvre symbolisant la Cité du Ponant sur la place qui servait de parking.
La rue s’étend sur plus de 600 mètres, depuis le pont de Recouvrance jusqu’au lieu-dit Prat Lédan. Le tracé suit le relief naturel de la rive droite de la Penfeld. La rue est bordée de bâtiments résidentiels et commerciaux. Elle reste un axe de circulation important, desservi depuis 2012 par le tramway de Brest.

## Monuments remarquables

### Porte du Conquet
En 1683, la muraille, établie par Sainte Colombe, n'est percée que deux portes, celle de Landerneau au Nord, et celle du Conquet à l'Ouest. Barthélemy de Massiac, sieur de Kerébest, remplace son frère et achève la construction de la Porte en 1692. à l'origine, elle ne possédait qu'une seule voie. Flanquée de 2 corps de garde, d’un pont levis et d'un pont dormant, elle était fermée chaque soir jusqu’en 1833.
En novembre 1833, le conseil municipal évoque les inconvénients des restrictions de passage. Les conséquences en sont des encombrements de travailleurs et de marchands ainsi que l'impossibilité d'accéder aux médecins pour la population de Saint-Pierre et des alentours. En 1834, on ouvre un guichet qui permet aux piétons qui s'identifie de rentrer la nuit. En 1863, le pont levis et le pont dormant sont supprimés et on comble les douves. Une deuxième voie est créée en 1867. Le projet est mené par l'architecte, Édouard Deperthes.
Le 24 mars 1909, on démolissait les deux voûtes et le pilier centrale de la porte pour faliciter le trafic des tramways. Le Génie exige, malgré tout, que l'entrée soit pourvue d'une grille pour la clore la cité, si nécessaire. Mais elles ne furent jamais utilisées et disparaîtront à leur tour en 1938. Il ne reste plus que les deux piliers pour marquer l'entrée.

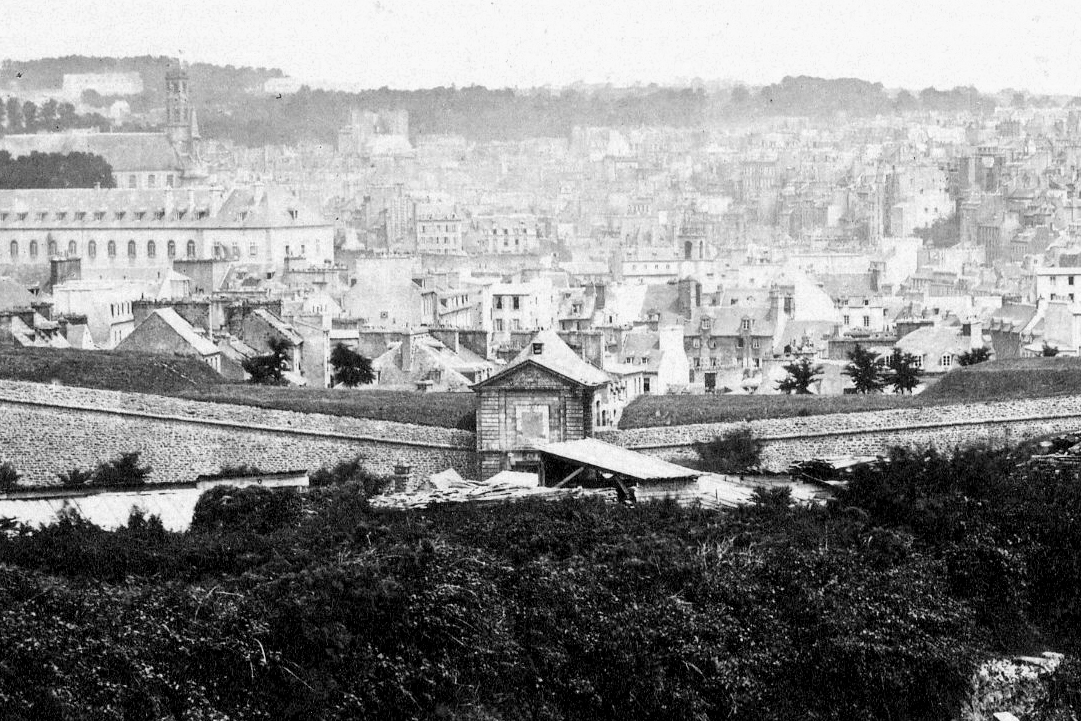
Vers 1863, la porte avec sa toiture.
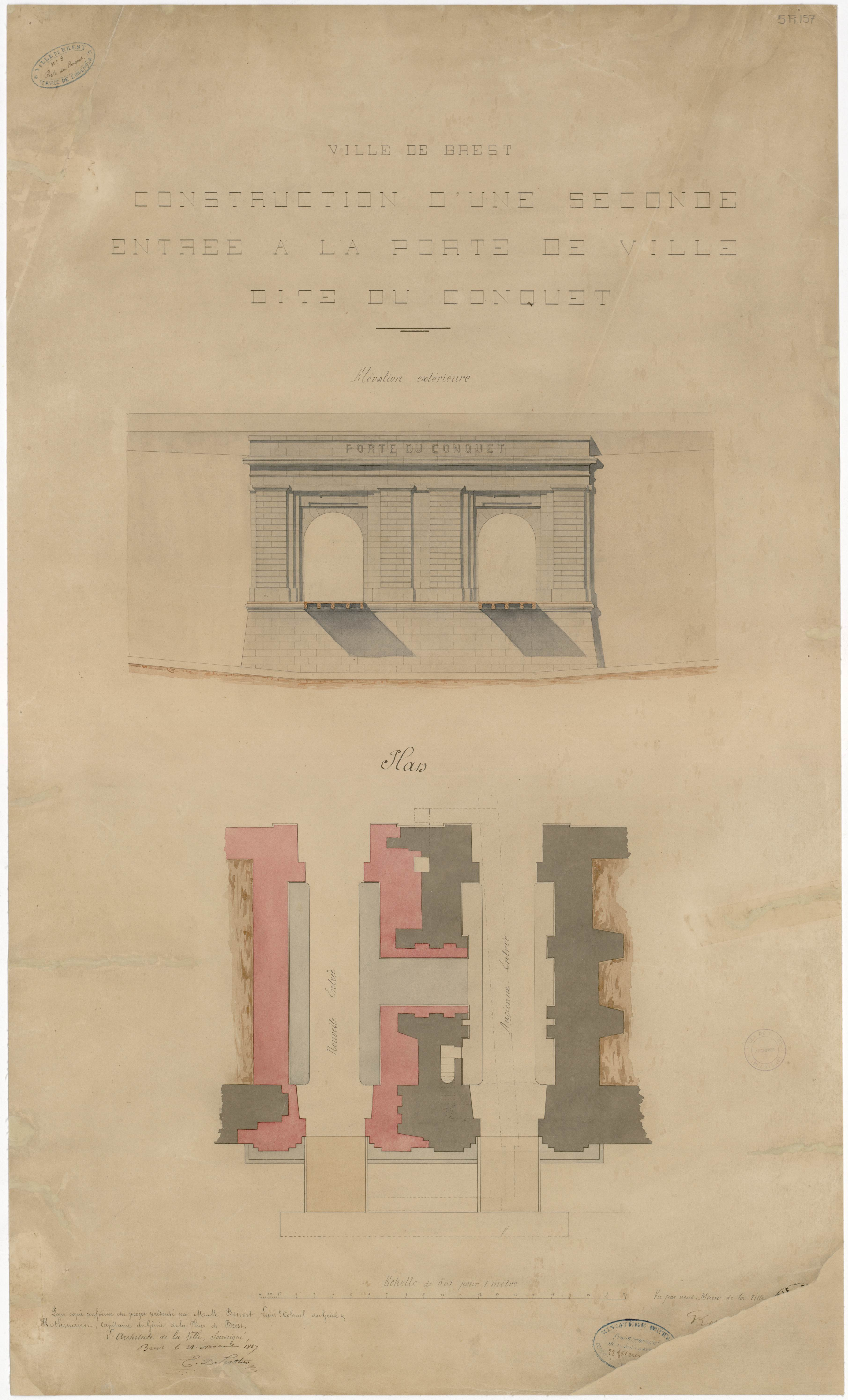
Le projet de 1867.
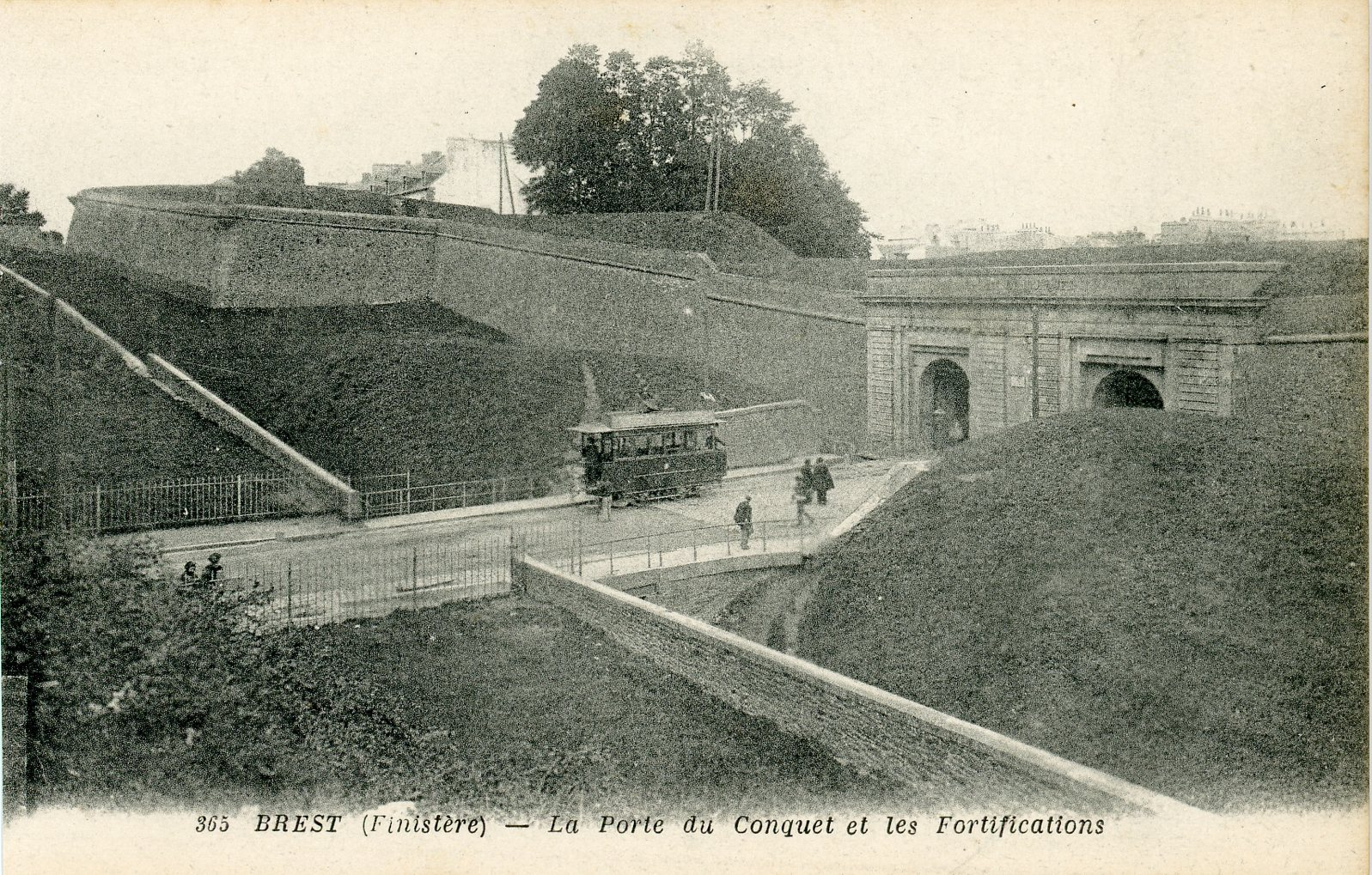
La Porte, vue de l’extérieur des remparts.
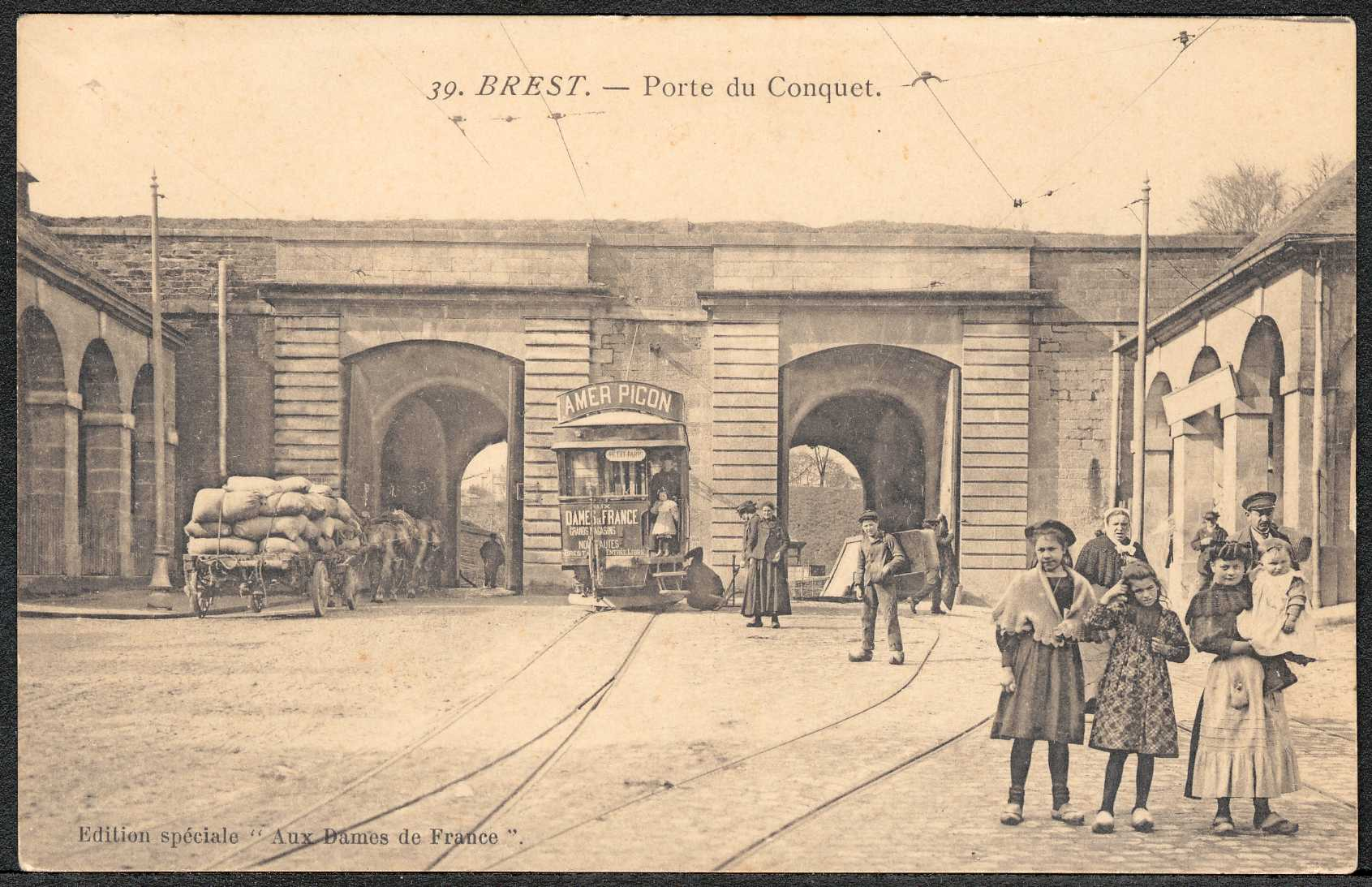
Vue de l'intérieur avec les deux corps de garde.
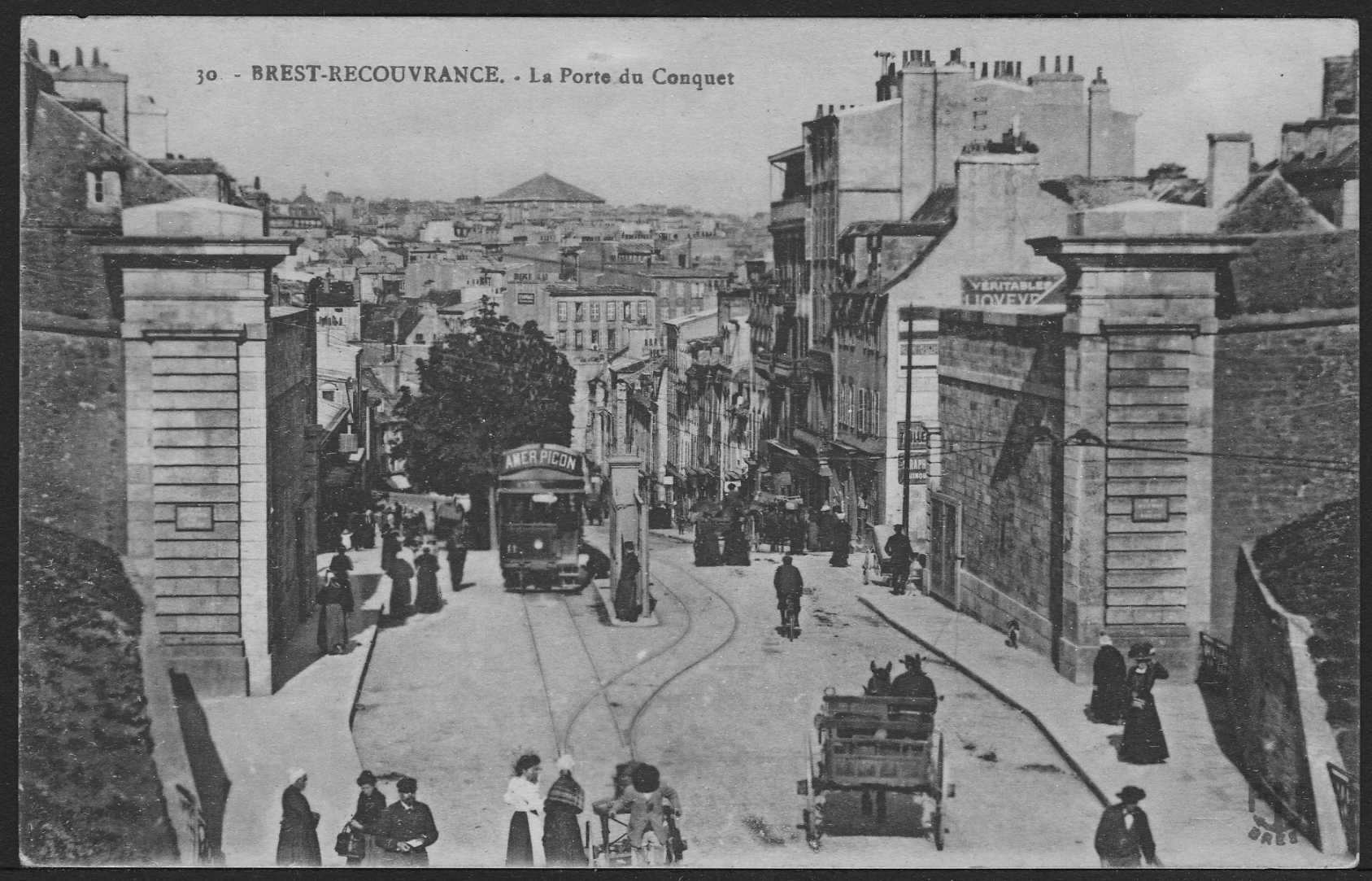
La Porte et les tramways.

### «Recouvrance» (Mobile)
En 1987, le projet de création d’un nouveau pont est abandonné. Des travaux sont menés en bas de la rue pour créer une œuvre d’art évoquant la ville de Brest. L’artiste Van Thienan installe une sculpture composée de mâts en acier inoxydable et de deux sphères mobiles. Ce montage nommé « Recouvrance » est inaugurés durant l'été 1988. Cette œuvre, bien qu’ayant suscité la controverse, reste emblématique, jusqu’à son retrait en 2010 pour permettre la mise en service du tramway de Brest. Elle est réinstallée, proche de la station Fort Montbarey , en 2012.

### Mac Orlan
Le Mac Orlan est une salle de spectacle municipale dédiée à la danse, la musique, et le théâtre. A l'origine, ce bâtiment est un cinéma dessiné par Michel Ouchakoff a qui l'on doit aussi le Comoedia et l'Omnia. Il a ouvert ses portes en 1960 et a porté plusieurs noms avant de devenir une salle de spectacle vivant à compter de 2005. Le Mac Orlan a subi une grande rénovation entre 2008 et 2011 sous la direction de l’architecte brestois Michel Quéré.

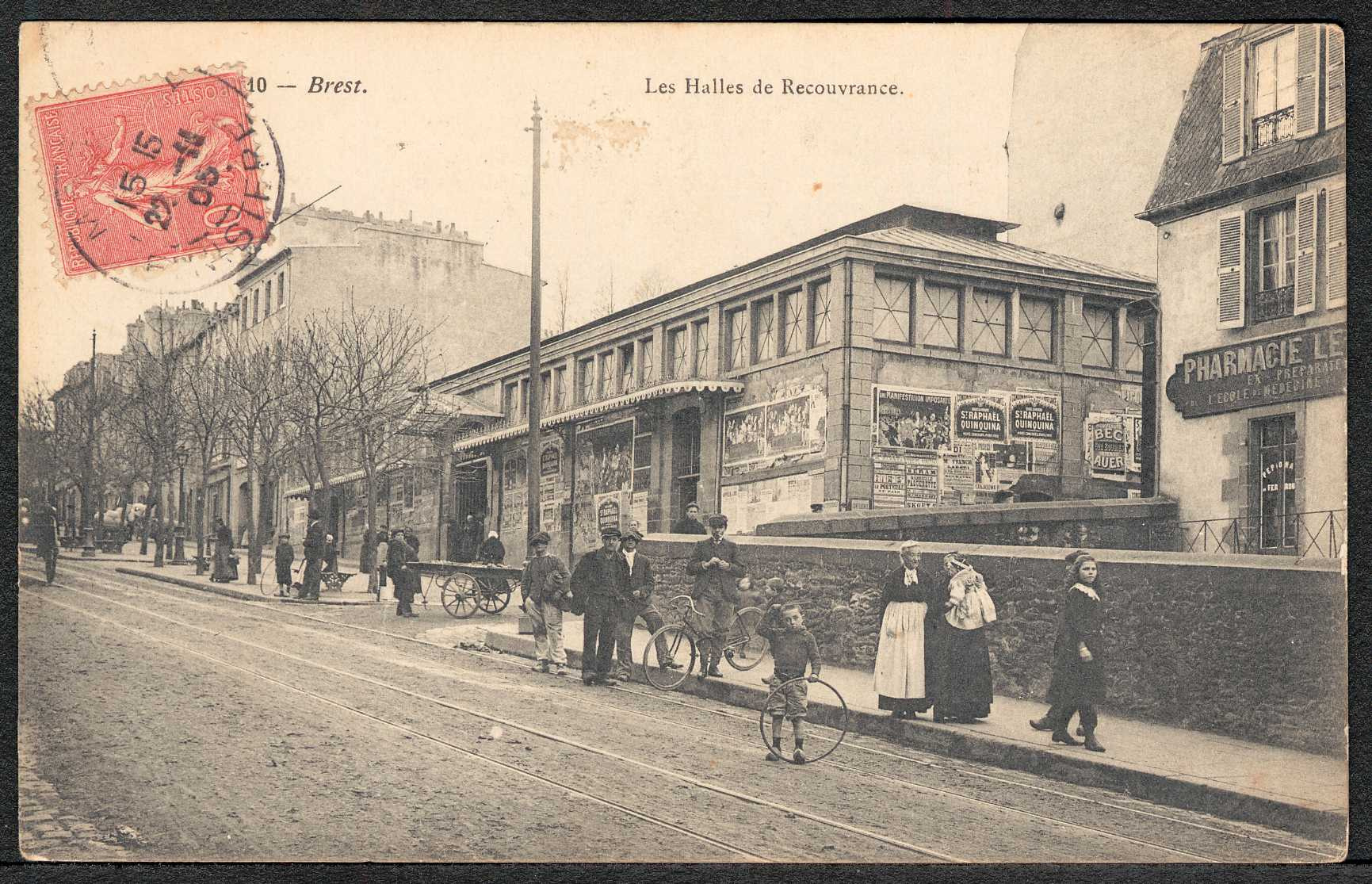
Les anciennes Halles de Recouvrance.
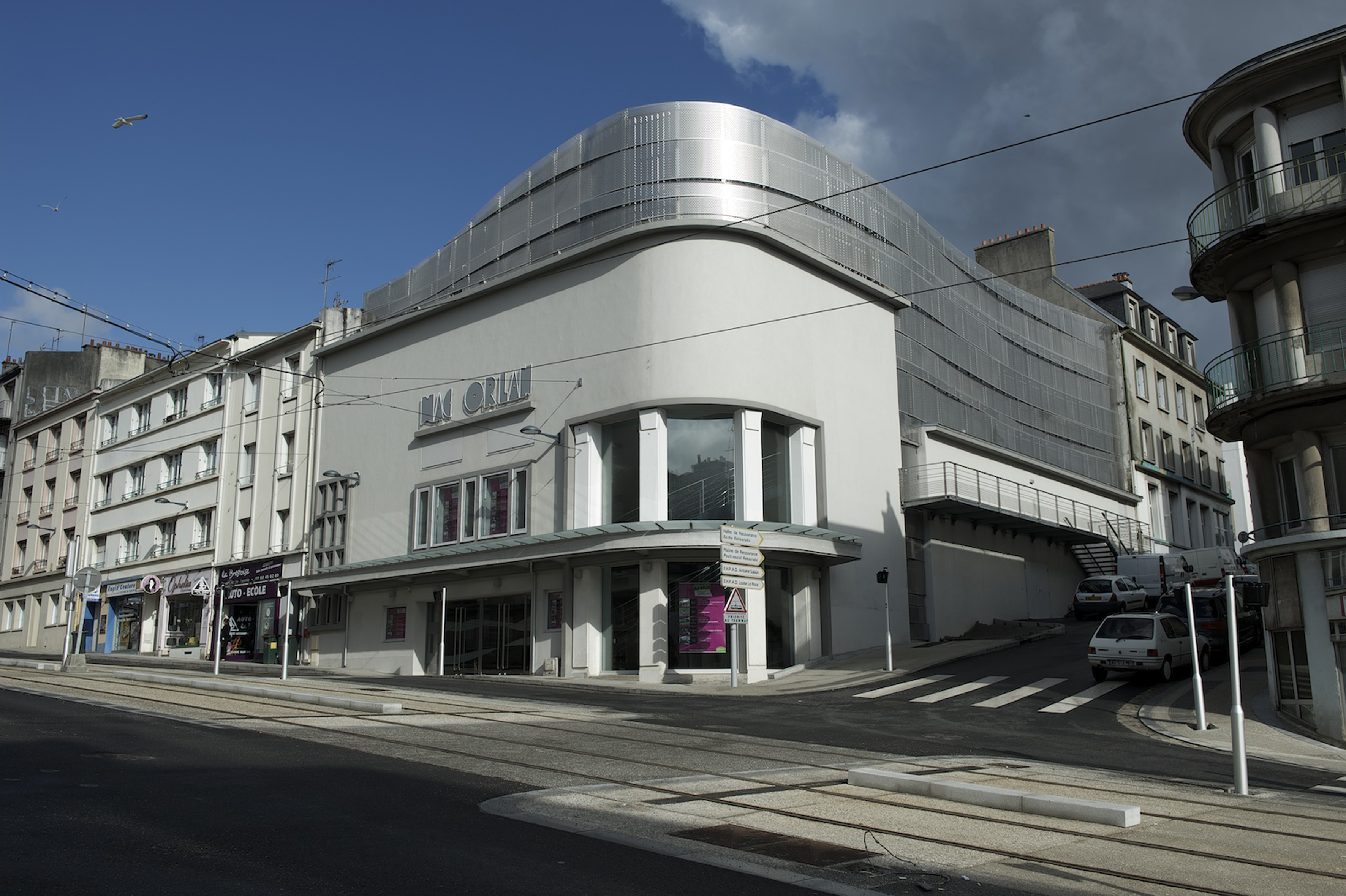
Le Mac Orlan.

Au col bleu est un magasin de fourniture pour les marins de la royale, présent dans la rue depuis la fin de guerre. Ce commerce emblématique, autrefois logé au n°2, se trouve désormais au n°19.

## Pour approfondir